# ألفرد وود (لاعب كريكت)
ألفرد وود (23 أبريل 1866 في المملكة المتحدة - 19 أبريل 1941 في المملكة المتحدة)  (بالإنجليزية: Alfred Wood)‏ هو لاعب كريكت بريطاني (وحمل سابقاً جنسية المملكة المتحدة لبريطانيا العظمى وأيرلندا). لعب مع نادي مقاطعة هامبشاير للكريكت ‏.

## وصلات خارجية
- ألفرد وود على موقع إي آس بي آن كريك إنفو (الإنجليزية)